# Otto Juliusburger
Otto Juliusburger (Breslavia, 1867 – New York, 7 giugno 1952) è stato uno psichiatra tedesco.

## Biografia
Frequentò, a partire dal 1878, il Maria-Magdalena-Gymnasium evangelico comunale di Breslavia, in qualità di figlio di un rispettabile commerciante ebreo. 
Dopo il diploma (Abitur) nel 1887, studiò medicina all'Università di Breslavia sotto la guida di Carl Wernicke e a Università Humboldt di Berlino. 
Successivamente, a Berlino lavorò come Oberarzt (aiuto primario) presso l'Heil- und Pflegeanstalt Berolinum, diretta da James Fraenkel (1859–1935), uno psichiatra di grande rilievo del tempo, e da Albert Oliven (1860–1921). 
Sposò Elisa, figlia di Julius Seligsohn; dal matrimonio nacquero un figlio e una figlia. Lasciò Berlino nel 1941 ed emigrió con la sua famiglia negli USA. Fino alla sua morte visse a New York.

## Attività
Come psichiatra libero professionista, Otto Juliusburger lavorò anche presso l'assistenza sociale berlinese per i malati di mente e i tossicodipendenti. Si impegnò per un sistema penitenziario liberale, tenne conferenze in ambienti socialisti, e, quale consigliere sanitario, collaborò per anni a stretto contatto con l'Istituto per la Scienza della Sessualità, diretto da Magnus Hirschfeld. Nel 1902 scrisse un contributo nella Internationalen Monatsschrift zur Bekämpfung der Trinksitten, la rivista internazionale mensile per la lotta contro l'alcolismo, intitolato: Was kann die Schule im Kampf gegen den Alkohol thun? (Cosa può fare la scuola nella lotta contro l'alcol?). E nel 1907 tenne una conferenza davanti alla Deutscher Bund für Mutterschutz und Sexualreform (Lega tedesca per la protezione della maternità e la riforma sessuale) con il titolo Protezione della maternità e alcol. Influenzato da Auguste Forel, aderì al movimento dei Guttempler. Tenne conferenze presso la Deutscher Arbeiter-Abstinenten-Bund.
Promosse iniziative culturali della classe operaia e unì idee scientifico-filosofiche con un'attività di divulgazione popolare. Nel 1908 si tenne il primo incontro della Berliner Psychoanalytische Vereinigung (Associazione Psicoanalitica di Berlino), al quale parteciparono, oltre a lui, anche Karl Abraham, Iwan Bloch e Heinrich Koerber. Nel 1910 lui e Mosche Wulff, che aveva lavorato sotto la sua guida fino al 1909, parteciparono al secondo congresso psicoanalitico a Norimberga, in occasione del quale fu fondata l'Internationale Psychoanalytische Vereinigung (IPV). Fu membro fondatore dell’associazione berlinese, che si ricostituì come sezione locale dell'IPV, ma ne uscì nuovamente dopo il 1914. Già da studente si era appassionato ai filosofi Baruch Spinoza, Arthur Schopenhauer e Friedrich Feuerbach. In seguito fu soprattutto Henry George con la sua idea di riforma agraria a ottenere il suo sostegno anche pubblico. Fu legato da amicizia a Arnold Dodel e Ernst Haeckel, entrambi esponenti del darwinismo; il loro pensiero monista divenne un punto di riferimento anche per il suo lavoro. 
Nel 1929 fu eletto primo presidente del Wissenschaftlich-humanitäres Komitee (Comitato Scientifico-Umanitario) (WhK), la prima organizzazione per la difesa dei diritti delle persone omosessuali, fondata a Berlino nel 1897 da Magnus Hirschfeld, Max Spohr, Eduard Oberg e Franz Josef von Bülow, il cui obiettivo era l’abolizione del paragrafo 175 del codice penale tedesco, che criminalizzava l'omosessualità maschile.
Le sue numerose pubblicazioni di mostrano quanto fosse vario, ma anche complesso, il suo pensiero e la sua opera nel senso di una filosofia della natura di ispirazione biologica. Nel 1917 conobbe Albert Einstein. Il nipote di Einstein fu suo paziente. Da quell'incontro nacque una profonda amicizia. Einstein scrisse in seguito a: 
Fu Einstein a spingerlo all'emigrazione, tanto che nel 1941 pagò a lui e alla sua famiglia la traversata verso gli Stati Uniti.

## Pubblicazioni
- Kritische Waffengänge. Deutschlands Großloge II des IOGT, Flensburg 1904.
- Weltanschauung und Abstinenz. Berlin 1904.
- Zur Psychologie der Organgefühle und Fremdheitsgefühle. Berlin/Leipzig 1910.
- Zur Kenntnis der Kriegsneurosen. In: Monatsschrift für Psychiatrie und Neurologie. Band 38, 1915, S. 305–318.
- Arzt und Krankenschwester. In: Blätter für Krankenpflege. Band 7, 1918, S. 97–99.
- Religion ist Illusion. In: Urania. Kulturpolitische Monatshefte über Natur und Gesellschaft. Jahrgang IV, 1926/27.
- Biozentrale Psychoanalyse. In: Psychiatrisch-Neurologische Wochenschrift. Band 30, 1928, S. 20 f.
- Seelische Auswirkungen der Arbeitslosigkeit und ihre Bekämpfung. In: Deutsche Krankenkasse. Band 18, 1931, S. 454–457.
- Die Bedeutung Schopenhauers für die Psychiatrie. Gedanken zum 150. Geburtstage Arthur Schopenhauers. Berlin 1938.

### Contributi su riviste (selezione)
- In: Der sozialistische Arzt
  - Diskussionsbeitrag zu Gerhard Obuch (Der Strafvollzug …). Band II (1926), Heft 1 (April), S. 35 Digitalisat
  - Diskussionsbeitrag zu Salo Drucker (Alkohol und Volksgesundheit). Band II (1926), Heft 1 (April), S. 41 Digitalisat
  - An den 46. Deutschen Ärztetag in Würzburg. Band III (1927), Heft 3 (Dezember), S. 5–7 Digitalisat
  - Der sozialistische Arzt und der Kampf gegen den Alkoholismus. Band III (1928), Heft 4 (April), S. 36–37 Digitalisat
  - Alkoholismus, Wohnungsnot, Bodenreform. Band VII (1931), Heft 5–6 (Mai–Juni), S. 158–161 Digitalisat